# Eugenys cymosa
Eugenys cymosa är en tvåvingeart som beskrevs av Quate 1999. Eugenys cymosa ingår i släktet Eugenys och familjen fjärilsmyggor. Inga underarter finns listade i Catalogue of Life.